# Barrio La Lor
Barrio La Lor es una localidad argentina ubicada en el municipio de Cipolletti, departamento General Roca, provincia de Río Negro. Se encuentra un km al este del río Negro, tres km al oeste del centro de Cipolletti y 700 metros al norte del barrio Costa Norte.
- Datos: Q5720584